# Godzilla vs. Mechagodzilla II
Godzilla vs. Mechagodzilla (ゴジラvsメカゴジラ Gojira tai Mekagojira?), conocida también como Godzilla vs. Mechagodzilla II, es una película japonesa del género kaiju de 1993 dirigida por Takao Okawara, escrita por Wataru Mimura y producida por Shōgo Tomiyama. Producida y distribuida por Tōhō, es la vigésima película de la franquicia Godzilla, así como la quinta película estrenada durante la Era Heisei de la franquicia. La película presenta al monstruo ficticio Godzilla, junto con Baby Godzilla y el personaje Mechagodzilla. La película no es una secuela de la película de 1974 Godzilla vs. Mechagodzilla.
La película se estrenó en Japón el 11 de diciembre de 1993. 

## Reparto
- Masahiro Takashima como Kazuma Aoki.
- Ryoko Sano como Azusa Gojo.
- Megumi Odaka como Miki Saegusa.
- Yūsuke Kawazu como Professor Ohmae.
- Akira Nakao como General Aso.
- Kenji Sahara como Segawa.
- Daijiro Harada como Takuya Sasaki.
- Koichi Ueda como General Hyodo.
- Leo Meneghetti como Dr. Asimov
- Andrew Smith como Andrew Johnson.
- Shelley Sweeney como Susan.
- Kenpachiro Satsuma como Godzilla.
- Wataru Fukuda como Mechagodzilla.
- Hurricane Ryu como Baby Godzilla.

## Producción
La quinta película la era Heisei de Godzilla estaba destinada originalmente a ser la última, para evitar competir con la próxima película de reinicio de estadounidense Godzilla de TriStar y honrar el reciente fallecimiento de Ishirō Honda. Toho inicialmente había querido producir una nueva versión de King Kong vs. Godzilla, pero no pudo adquirir los derechos para usar el personaje de King Kong de Universal Pictures. Cuando ese proyecto fue descartado, Toho consideró enfrentar a Godzilla contra Mechani-Kong, un mecha introducido por primera vez en King Kong Escapes. La trama habría involucrado jeringas deportivas Mechani-Kong que contenían fuerzas especiales de la Fuerza G que se habrían inyectado en el torrente sanguíneo de Godzilla de manera similar a Fantastic Voyage, aunque el proyecto fue abandonado, ya que obtener los derechos de un monstruo incluso con la apariencia de King Kong resultó demasiado costoso.
Los productores Tomoyuki Tanaka y Shōgo Tomiyama sintieron que revivir a Mechagodzilla era el siguiente paso lógico para la serie después de la exitosa reintroducción de King Ghidorah y Mothra al público contemporáneo. Además, el artista de efectos Koichi Kawakita ya había demostrado su competencia en el diseño y creación de artilugios de mecha como el Super XII, Mecha-King Ghidorah y las máquinas que aparecen en Gunhed. La decisión de reintroducir a Minilla (rebautizado como Baby Godzilla) se tomó para atraer al público en gran parte femenino que hizo de Godzilla vs. Mothra un éxito financiero, a pesar de las objeciones del director Takao Okawara, quien tenía una baja opinión de las películas de los años sesenta del personaje en las que había aparecido previamente. En el final original de la película, Godzilla destruye a Garuda pero es asesinado por Mechagodzilla. El reactor nuclear de Garuda explota y resucita al Rey de los Monstruos. Se consideró otro final en el que la energía vital escapada de Godzilla muta a Baby Godzilla en un nuevo Godzilla adulto.
Toho promovió la película como la última actuación de Akira Ifukube como compositor, y transmitió el programa infantil Adventure Godzilla-land, que retrató a Godzilla y Mechagodzilla como presentadores de noticias rivales que informaban sobre los eventos de la próxima película, además de presentar la rutina de baile «Sé como Godzilla». Poco después del estreno de la película, Toho promocionó aún más la película al abrir un paseo de simulación con tema de Godzilla en Sanrio Puroland llamado «Monster Planet of Godzilla», que presentó a Megumi Odaka como capitán de una nave espacial que aterriza en un planeta habitado por Godzilla, Rodan y Mothra, que luego son transportados accidentalmente al Tokio contemporáneo.
Kawakita hizo un uso más extenso de CGI que en las películas anteriores de Godzilla en las que trabajó, e hizo un esfuerzo para que los monstruos destacados fueran menos dependientes de los rayos de energía durante las secuencias de batalla, particularmente Rodan, quien fue retratado a través de marionetas, en lugar de trajes. Baby Godzilla fue interpretado por el veterano de la serie Hurricane Ryu, y fue diseñado para parecerse mucho más a un dinosaurio que su encarnación anterior. Mechagodzilla fue rediseñado para tener una forma mucho menos angular y fue interpretado por Wataru Fukuda. El traje de Mechagodzilla en sí consistía en múltiples elementos separados que Fukuda llevaba como armadura de placas. Kawakita originalmente imaginó que Mechagodzilla podría dividirse en unidades aéreas y terrestres, aunque esta idea fue desechada en favor de la fusión del personaje con el acorazado volador Garuda. El nuevo traje de Godzilla tenía un perfil notablemente más voluminoso que su predecesor, y tenía hombros más pequeños y piernas más delgadas. La cola también se colocó más arriba en la espalda, lo que resultó en una apariencia muy pesada. Al igual que el traje anterior, el usado en Godzilla vs. Mechagodzilla II tenía una cabeza operada electrónicamente que podía inclinar su cabeza independientemente del cuerpo. El traje usado anteriormente para Godzilla vs. Mothra fue reciclado para las tomas lejanas durante la batalla con Rodan, la destrucción a través de Tokio y la partida del personaje al mar durante los créditos finales.